# 機炮

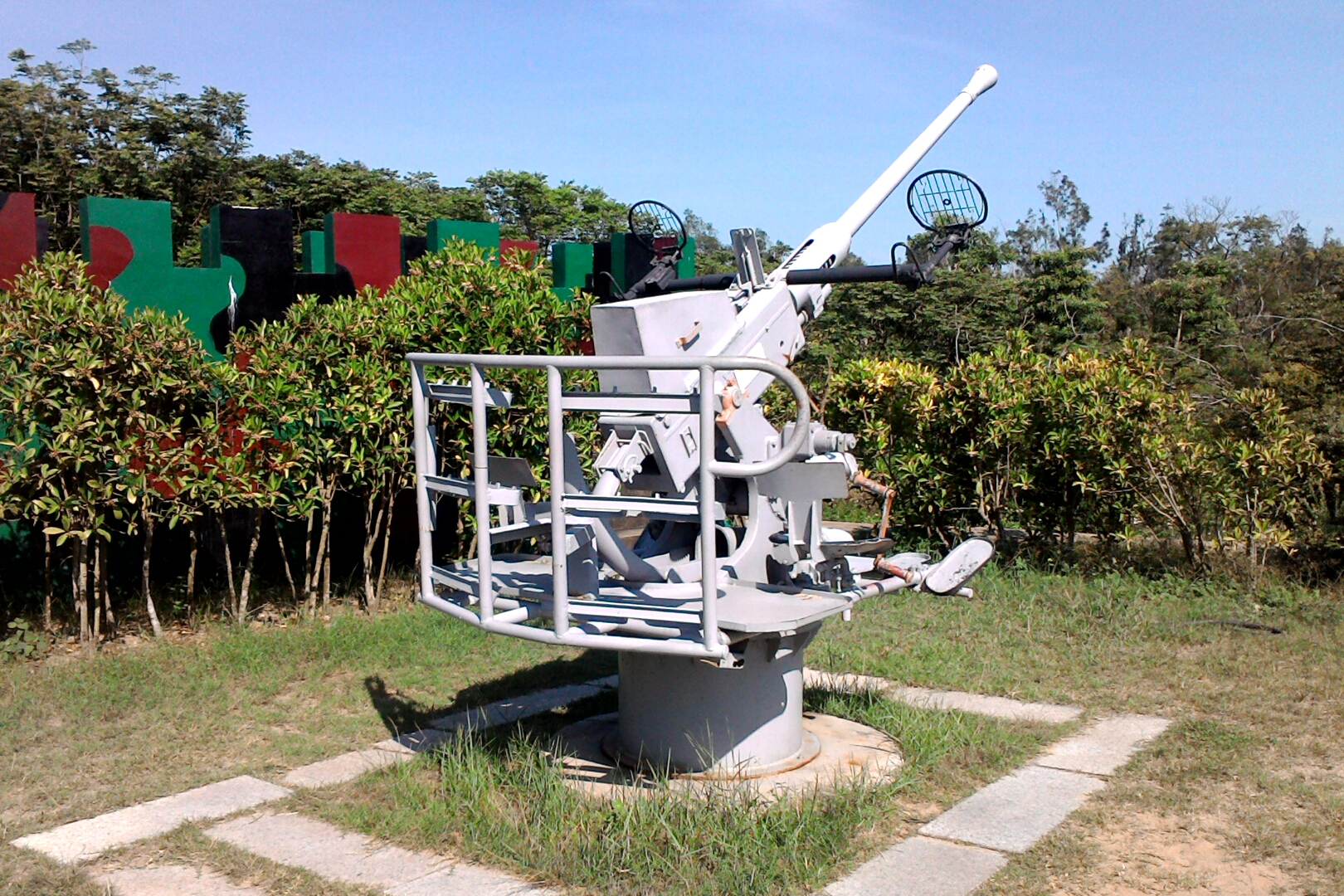
金門國家公園翟山坑道展示的美製40公厘機砲。

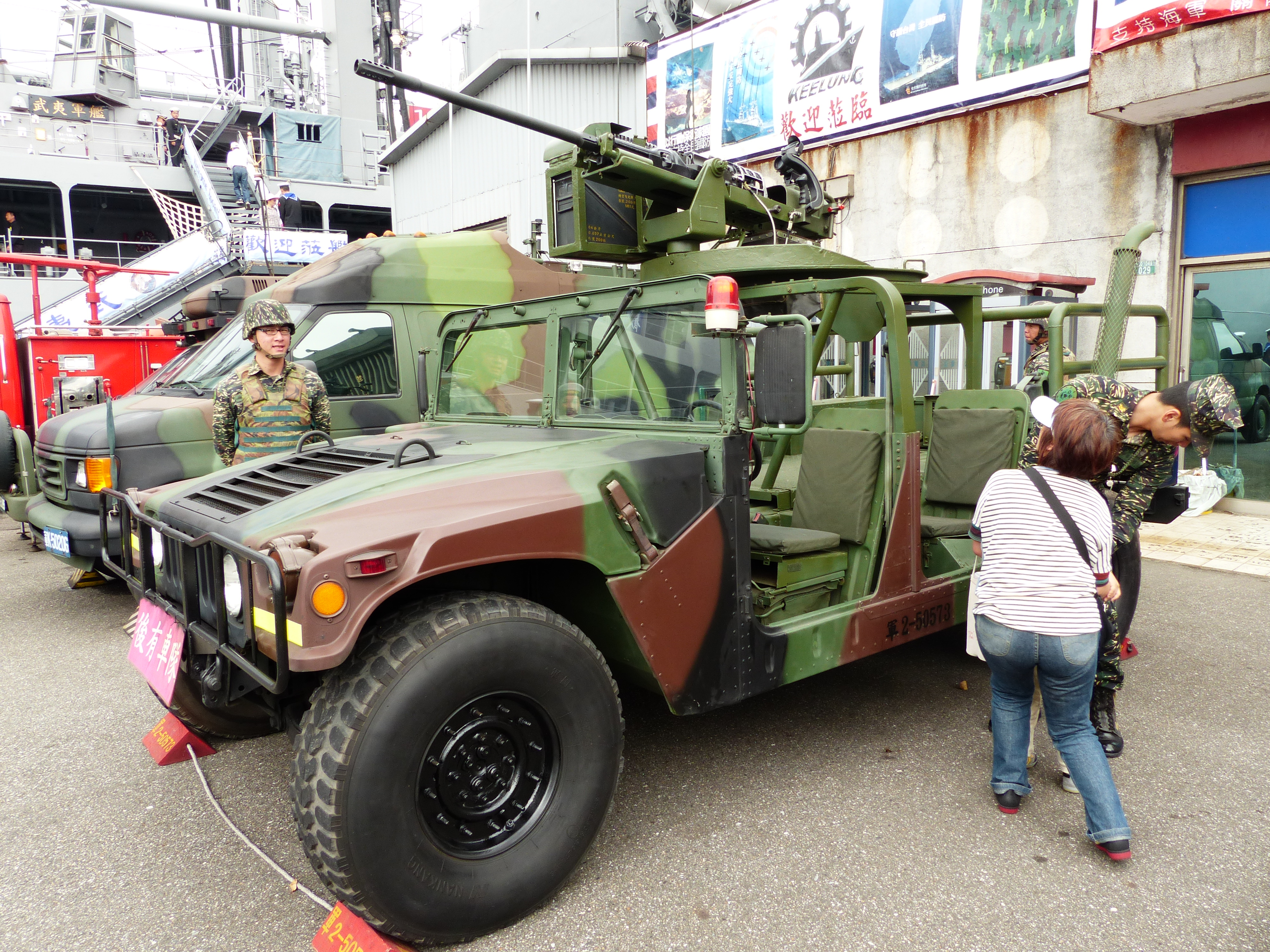
海軍陸戰隊悍馬車上的T-75M 20毫米機砲

機炮（英語：Autocannon）主要是表示小口徑並可自动射擊的火炮。航空机关炮，又称航炮，是装载于航空器上，口径大于等于20毫米的自动武器。機砲也有安装於海军舰艇上的小口径舰炮，以及安装於军用车辆或装甲车上的小口径火炮。